# Chanan Rubin
Chanan Rubin (hebrejsky: חנן רובין, rodným jménem Hans Rubin, žil 10. srpna 1908 – 24. října 1962) byl izraelský politik a poslanec Knesetu za stranu Mapam.

## Biografie
Narodil se v Berlíně v tehdejší Německé říši. Vystudoval právo na Berlínské univerzitě a na Freiburské univerzitě. Roku 1932 získal doktorát z práva. V roce 1933 přesídlil do dnešního Izraele. Zde pracoval jako zemědělský dělník.

## Politická dráha
Byl aktivní v sionistickém hnutí Tchelet-Lavan. Byl členem ústředního výboru hnutí Kidma a Federace studentských svazů. V roce 1930 vstoupil do německé sociálnědemokratické strany. Později se posunul do více levicové socialistické dělnické strany. Po přestěhování do dnešního Izraele byl od roku 1934 členem odborové centrály Histadrut. Patřil mezi zakladatele formace Socialistická liga Palestiny, pak patřil k předákům strany Mapam.
V izraelském parlamentu zasedl poprvé už po volbách v roce 1949, do nichž šel za Mapam. Byl členem parlamentního výboru pro provizorní ústavu, výboru pro ústavu, právo a spravedlnost a výboru práce. Mandát obhájil za Mapam ve volbách v roce 1951. Byl členem výboru pro ústavu, právo a spravedlnost, výboru překladatelského výboru pro ekonomické záležitosti, výboru House Committee, finančního výboru a výboru práce. Znovu se do Knesetu dostal po volbách v roce 1955, opět na kandidátce Mapam. Byl místopředsedou Knesetu a členem výboru pro ústavu, právo a spravedlnost a finančního výboru. Za Mapam uspěl také ve volbách v roce 1959. Byl opět místopředsedou Knesetu a členem výboru pro ústavu, právo a spravedlnost a finančního výboru. V parlamentu se objevil i po volbách v roce 1961, kdy kandidoval opět za Mapam a kdy opětovně usedl na post místopředsedy Knesetu a člena výboru pro ústavu, právo a spravedlnost a finančního výboru. Zemřel během funkčního období. Jeho poslanecké křeslo zaujal Josef Kušnir.